# Jean Étienne Championnet
Jean Étienne Vachier, chamado de Championnet (Alixan, Drôme, 13 de Abril de 1762 – Antibes, 9 de Janeiro de 1800) foi um general francês que participou no Grande Cerco de Gibraltar.

## Biografia
Quando a Revolução Francesa teve início, Championnet teve um papel activo no movimento, sendo eleito pelos homens de um batalhão o seu comandante. Em Maio de 1793, foi o responsável por impor a ordem em Jura, sem derramamento de sangue. Sob as ordens do general Jean-Charles Pichegru, participou na campanha do Reno no posto de brigadeiro e, em Weissenburg e Palatinate recebe a comenda de Lazare Hoche.
Em Fleurus, a sua forma aguerrida de combate, contribuiu para a vitória de Jourdan. Nas campanhas seguintes, comandou a ala esquerda dos exércitos franceses do Reno entre Neuwied e Dusseldorf, e fez parte das expedições, bem e mal-sucedidas, de Lahn e Main.
Em 1798, Championnet foi nomeado Comandante-em-Chefe do "Exército de Roma" que protegia a jovem república romana contra a corte napolitana e a frota britânica. Este exército era constituído por 8 000 efectivos, fracamente armados. O General austríaco Karl Mack von Leiberich liderava um exército muito superior em homens, mas mesmo assim Championnet consegue capturar Nápoles, implementando aí República Napolitana.